# Field Commander Cohen: Tour of 1979
Field Commander Cohen: Tour of 1979 és un àlbum en directe del cantautor canadenc Leonard Cohen, que va aparèixer el 2001. Les peces es van enregistrar al Hammersmith Odeon de Londres, el 4, 5 i 6 de desembre de 1979 i al Dome Theatre de Brighton el 15 de desembre del mateix any. Cohen va deixar clar que aquesta havia estat la seva millor gira.

## Llista de temes
1. Field Commander Cohen – 4:25
2. The Window – 5:51 amb solo de violí de Raffi Hakopian
3. The Smokey Life – 5:34 duet with Jennifer Warnes
4. The Gypsy's Wife – 5:20 amb solo de violí de by Raffi Hakopian
5. Lover Lover Lover – 6:31 inclou dos llargs solos de John Bilezikjian
6. Hey, That's No Way to Say Goodbye – 4:04 amb solo de violí de Raffi Hakopian
7. The Stranger Song – 4:55
8. The Guests – 6:05 amb solo de violí de Raffi Hakopian
9. Memories – 4:38 solo de saxo de Paul Ostermayer
10. Why Don't You Try – 3:43 duet amb Sharon Robinson i solo de Paul Ostermayer
11. Bird on the Wire – 5:10 amb solo de guitarra de Mitch Watkins
12. So Long, Marianne – 6:44